# Glypta similis
Glypta similis là một loài tò vò trong họ Ichneumonidae.